# Бумараф, Ишем
Ишем Бумараф, алжирский автор-исполнитель шавийской музыки, бывший член музыкальной группы Таферт. Он родом из Ткута, а родился в городе Батна 3 марта 1978. Учился, а затем стал преподавать в Региональном институте музыкального образования города Батна.

## Биография
В 2006 году Ишем со своим институтом создали музыкальную группу Таферт, что от шавиского переводится как «вызов», вместе они выпустити первый альбом «Суза», в котором было 6 композиций. Стиль этого альбома — смесь кельтской музыки, рока, рагга, гнава и шавийской музыки.
в 2011 году выпустил свой сольный альбом «Зазза», на создание альбома Ишем был вдохновлен реальной историей одной молодой и красивой девушки. Она потеряла своего отца, тот был убит в засаде в Оресе.
в 2014 году вышел второй сольный альбом под названием «Баба Хфуда», в котором Ишем почтил память каменщиков Ткута.

## Дискография
- 2006 — Susa
- 2011 — Zazza
- 2014 — Baba Hfouda